# Ed Zschau
Ed Zschau właściwie Edwin Van Wyck Zschau (ur. 6 stycznia 1940 w Omaha) – amerykański polityk, członek Partii Republikańskiej.

## Działalność polityczna
W okresie od 3 stycznia 1983 do 3 stycznia 1987 przez dwie kadencje był przedstawicielem 12. okręgu wyborczego w stanie Kalifornia w Izbie Reprezentantów Stanów Zjednoczonych.